# Metropolitana di Teresina
La metropolitana di Teresina  serve la città di Teresina, capitale e città più grande dello stato di Piauí, in Brasile. È lunga 13,5 km e dispone di 9 stazioni. Attualmente la rete viene gestita dalla CBTU (Companhia Brasileira de Trens Urbanos).
Si calcola che la metropolitana venga utilizzata da circa 15 000 passeggeri al giorno.

## Rete
Attualmente la rete della metropolitana di Teresina si compone di una linea:
| Linea | Percorso                           | Inaugurazione | Lunghezza | Stazioni | Tempo di percorrenza |
| ----- | ---------------------------------- | ------------- | --------- | -------- | -------------------- |
| 1     | Itararé - Engenheiro Alberto Silva | 5 giugno 1991 | 13,5 km   | 9        | 30 min               |

| Unknown route-map component "ENDEa" |

| Unknown route-map component "hBHF" |

|  | Unknown route-map component "ABZg+l" | Unknown route-map component "CONTfq" |

| Station on track |

| Station on track |

| Station on track |

| Unknown route-map component "SKRZ-G2BUE" |

| Small bridge over water |

| Unknown route-map component "SKRZ-G2o" |

| Unknown route-map component "CONTgq" | Unknown route-map component "KRWgr+r" |  |

| Unknown route-map component "SKRZ-Au" |

| Station on track |

|  | Unknown route-map component "ABZgl" | Unknown route-map component "CONTfq" |

| Station on track |

| Station on track |

| Station on track |

| Station on track |

| Unknown route-map component "ENDEe" |

## Storia
La metropolitana di Teresina fu inaugurata il 15 agosto 1989, con l'obiettivo di creare un trasporto pubblico ad alta capacità per l'agglomerato urbano di Teresina. I lavori sono stati avviati alla fine del 1989.
Per ridurre i costi del sistema, il progetto utilizza l'attuale linea a scartamento ferroviario.
La linea 1 della metropolitana è entrata in esercizio di prova nel novembre 1990, ed è stato lanciata in commercio il 5 giugno 1991. Una nuova stazione in costruzione al centro della città dovrebbe aumentare l'utilizzo della metropolitana, passando così a 12.000 passeggeri al giorno.

## Servizio

### Orari
Il servizio viene effettuato dal lunedì al sabato dalle 06:00 alle 19:00.